# Buchenwald östlich Perlhütte
Buchenwald östlich Perlhütte este o arie protejată (arie specială de conservare — SAC, sit de importanță comunitară — SCI) din Germania întinsă pe o suprafață de 175,66 ha, integral pe uscat.

## Localizare
Centrul sitului Buchenwald östlich Perlhütte este situat la coordonatele 49°23′35″N 12°43′48″E / 49.3931°N 12.73°E.

## Înființare
Situl Buchenwald östlich Perlhütte a fost declarat sit de importanță comunitară în noiembrie 2004 pentru a proteja 1 specie de plante și 1 specie de animale. Situl a fost protejat și ca arie specială de conservare în aprilie 2016.

## Biodiversitate
Situată în ecoregiunea continentală, aria protejată conține 2 habitate naturale: Păduri de fag Luzulo-Fagetum, Păduri de fag Asperulo-Fagetum.
La baza desemnării sitului se află mai multe specii protejate:
- plante (1): Vandenboschia speciosa
- mamifere (1): râs eurasiatic (Lynx lynx)